# Rue Gaston-Gallimard
La rue Gaston-Gallimard est une voie située dans le quartier Saint-Thomas-d'Aquin dans le 7e arrondissement de Paris. 

## Situation et accès
La rue Gaston-Gallimard est desservie par la ligne 12 à la station Rue du Bac.

## Origine du nom

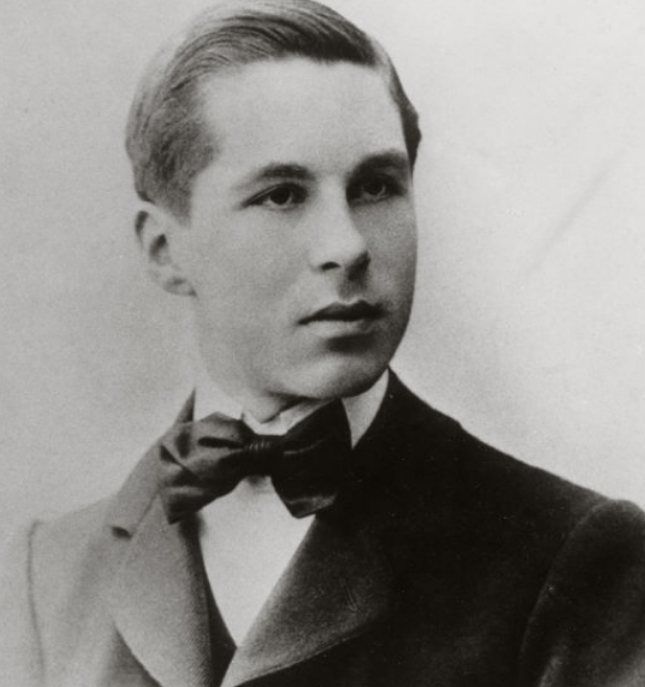
Gaston Gallimard vers 1900.

Elle porte le nom de l'éditeur français Gaston Gallimard (1881-1975), fondateur des éditions Gallimard.

## Historique
Cette voie a été ouverte en 1907 sous le nom de « square de l'Université ». 
À partir de 1911, elle constitue une ancienne partie de la « rue de Beaune » jusqu'à un arrêté du 30 avril 1929 qui la renomme « rue Sébastien-Bottin, ».
Elle prend son nom actuel en 2011 entre les nos 1 et 7 de l'ancienne rue à l'occasion du centenaire des Éditions Gallimard qui y ont leur adresse depuis 1929.

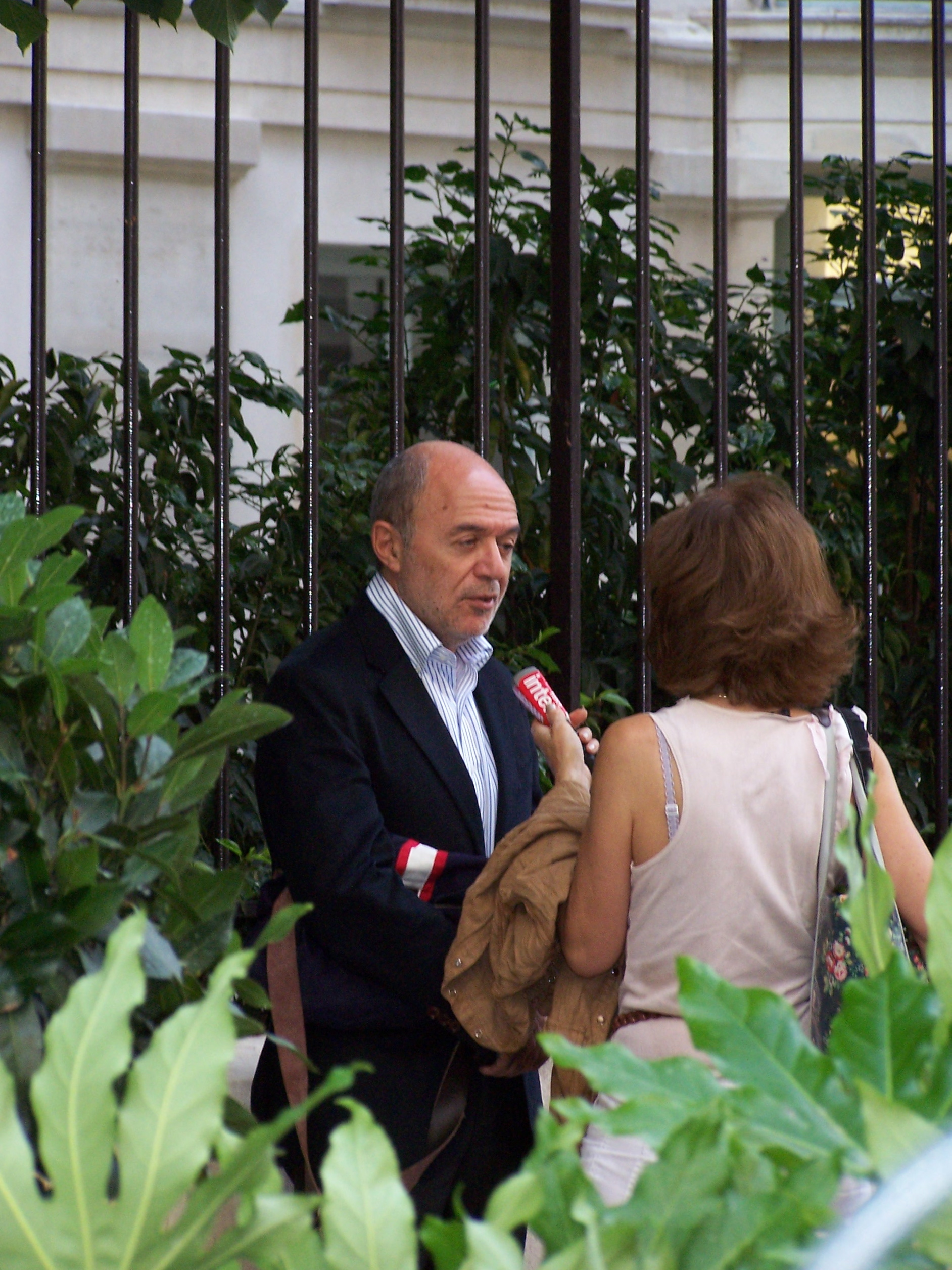
Pierre Assouline interviewé le jour de l'inauguration.
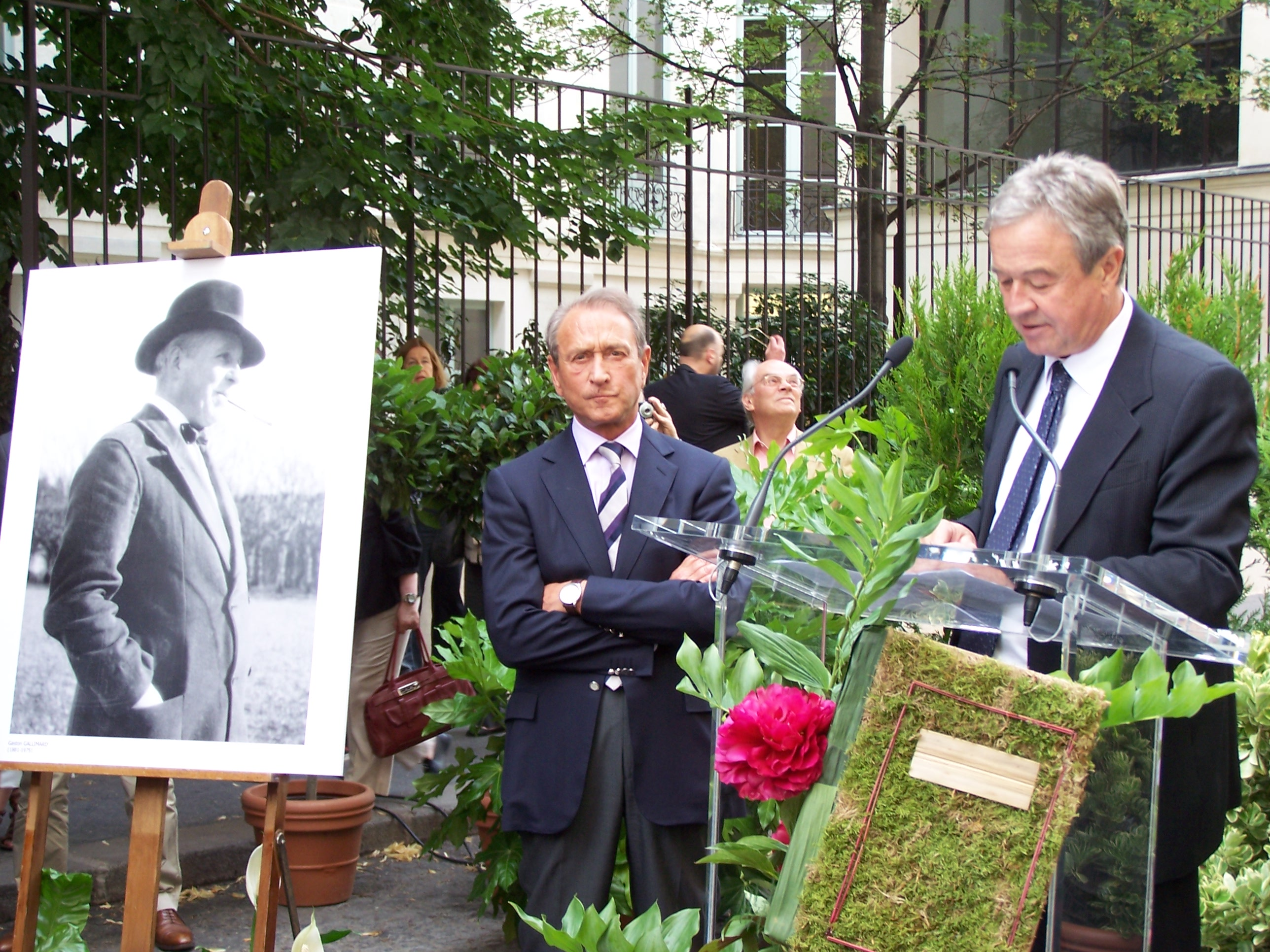
Discours inaugural d'Antoine Gallimard en présence de Bertrand Delanoë.
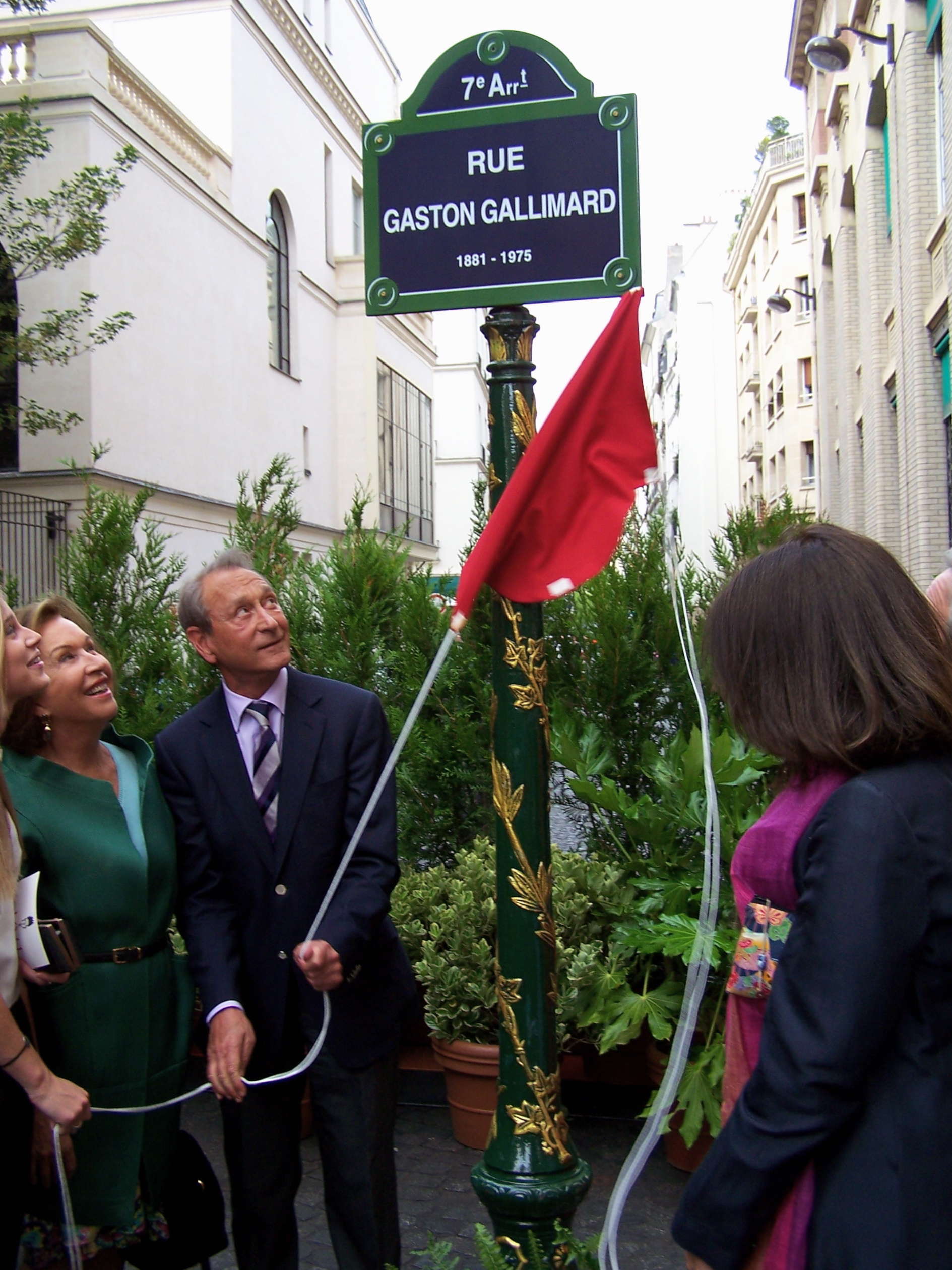
Dévoilement de la plaque en présence de la famille Gallimard.

Antoine Gallimard, patron des éditions du même nom, souhaitait depuis des années le changement de nom de la rue en hommage à son grand-père, Gaston Gallimard, qui fut une figure centrale de l'édition française du XXe siècle et installa en 1928 le siège de sa maison d'édition au 43 de la rue de Beaune devenu le 5, rue Sébastien-Bottin l'année suivante. Pour cela, il demanda en 2007 à Pierre Assouline d'effectuer un travail de lobbying auprès des conseillers du maire de Paris, afin que la rue prenne le nom du fondateur des Éditions Gallimard.
Par décision du Conseil de Paris le 17 mai 2011, une partie de la rue prend donc le nom de Gaston Gallimard pour marquer le centenaire de la maison d'édition. Cette décision soulève une polémique et le mécontentement des riverains du seul immeuble d'habitation de la rue, soutenus par certains conseillers du 7e arrondissement, qui avancent, selon eux, que l'usage est d'éviter de renommer des voies bordées d'habitations et que permettre à une entreprise de donner son nom à la rue où elle se situe crée un précédent fâcheux,. Cependant, c'est précisément sur ces mêmes arguments qu'une partie habitée de la rue de Beaune fut renommée en 1929 en « rue Sébastien-Bottin » en raison justement de la présence des locaux de l'entreprise Didot-Bottin au no 1,.
L'inauguration de la rue a lieu 15 juin 2011 en présence d'Antoine Gallimard et de Bertrand Delanoë,. Cette inauguration est également accompagnée de festivités qui durent une semaine à la station de métro la plus proche, Rue du Bac et d'une exposition littéraire de deux mois à celle de Saint-Germain-des-Prés.
Les riverains ayant refusé le changement de nom, seule la partie de la rue bordant les locaux de Gallimard voit son appellation changer ; le reste de la rue, désormais seulement constitué de l'immeuble sis au no 9, demeure rue Sébastien-Bottin, laquelle est donc intégralement privée.

## Bâtiments remarquables et lieux de mémoire
- No 5 : siège des Éditions Gallimard, où fut hébergée dès 1929[11], par Gaston Gallimard, la Nouvelle Revue française[12]. L'immeuble du no 1, anciennement siège des Éditions Didot-Bottin, est racheté par Gallimard dans les années 1960.

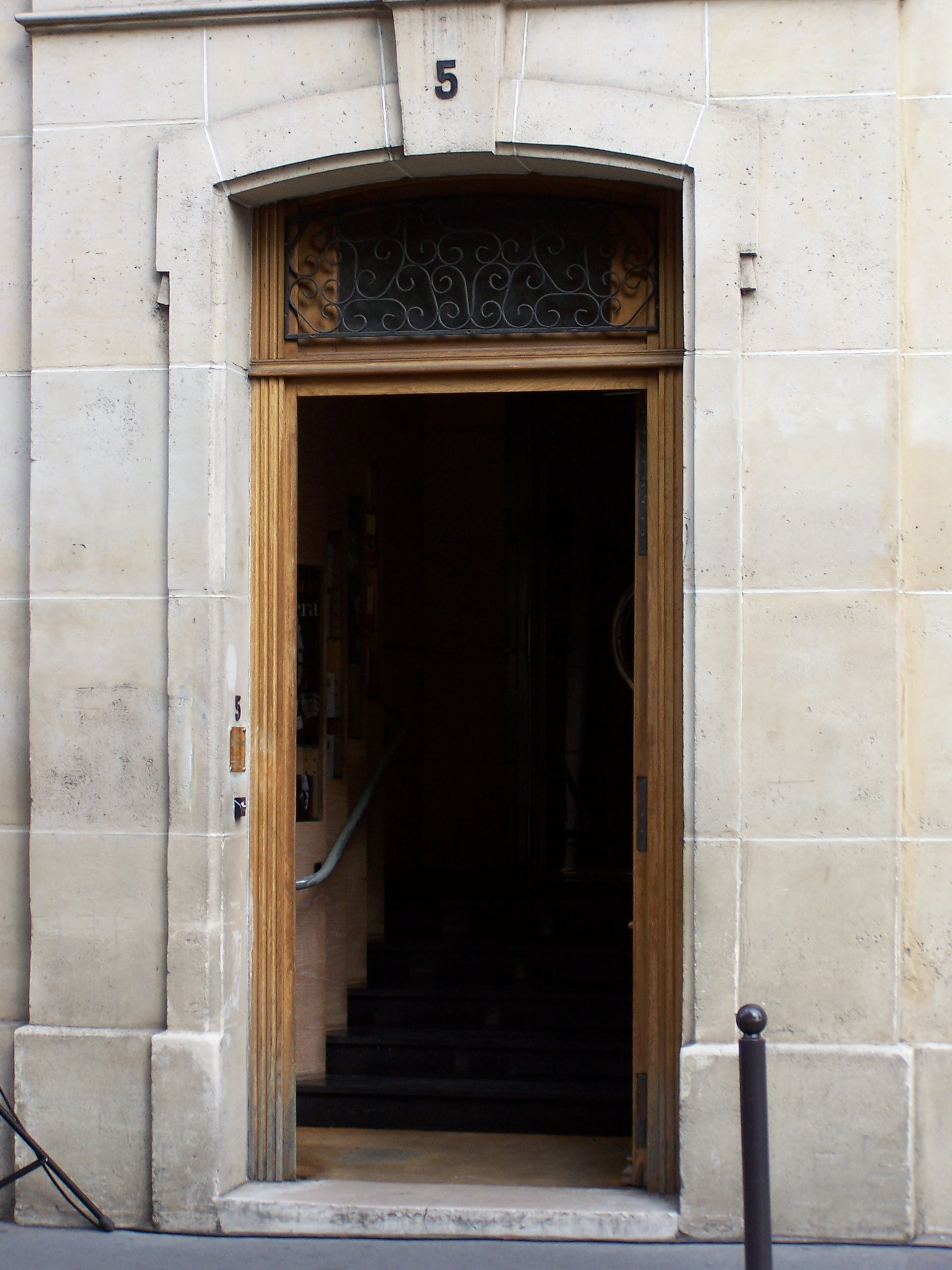
Le no 5.
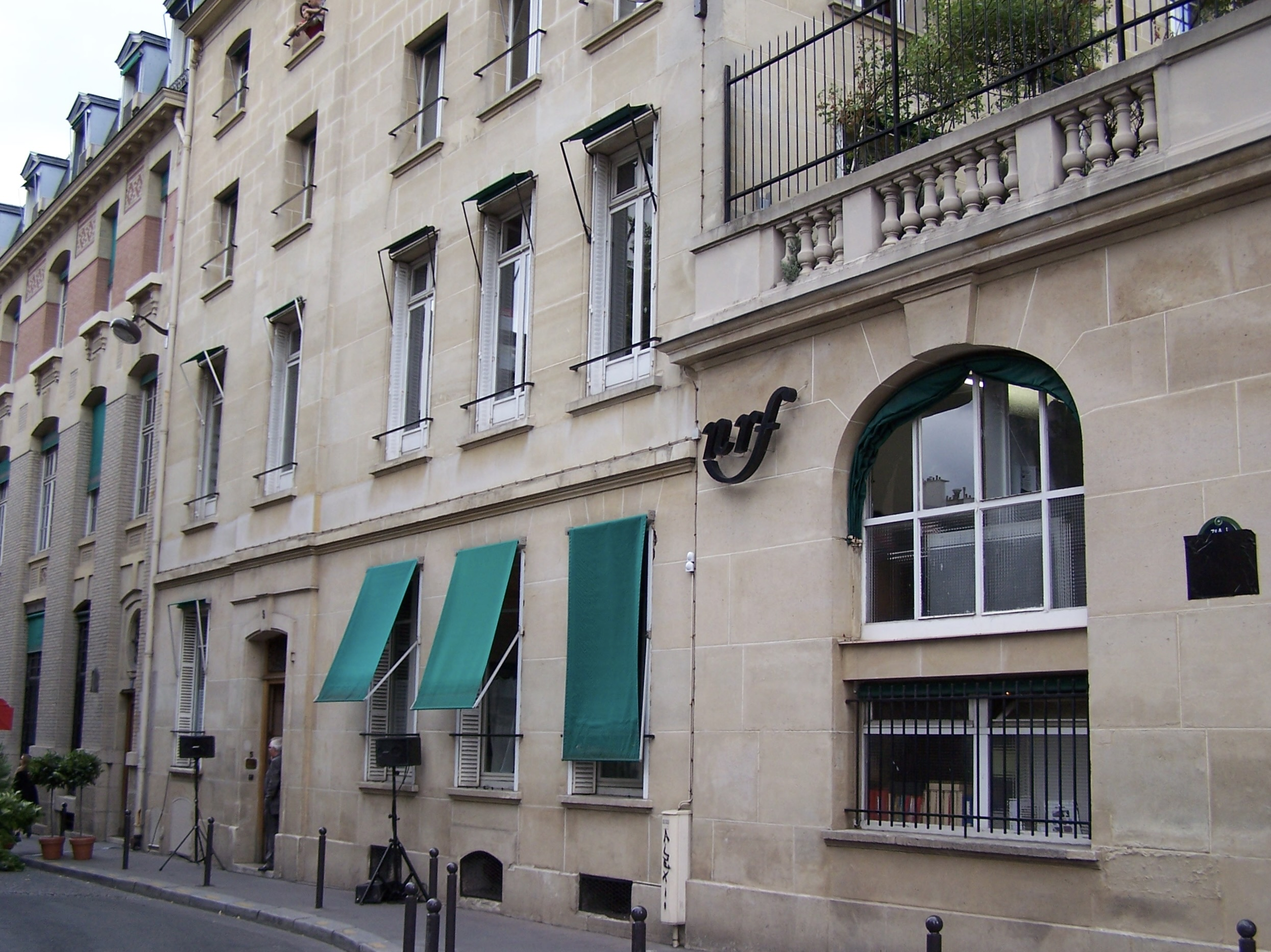
La NRF et les Éditions Gallimard.
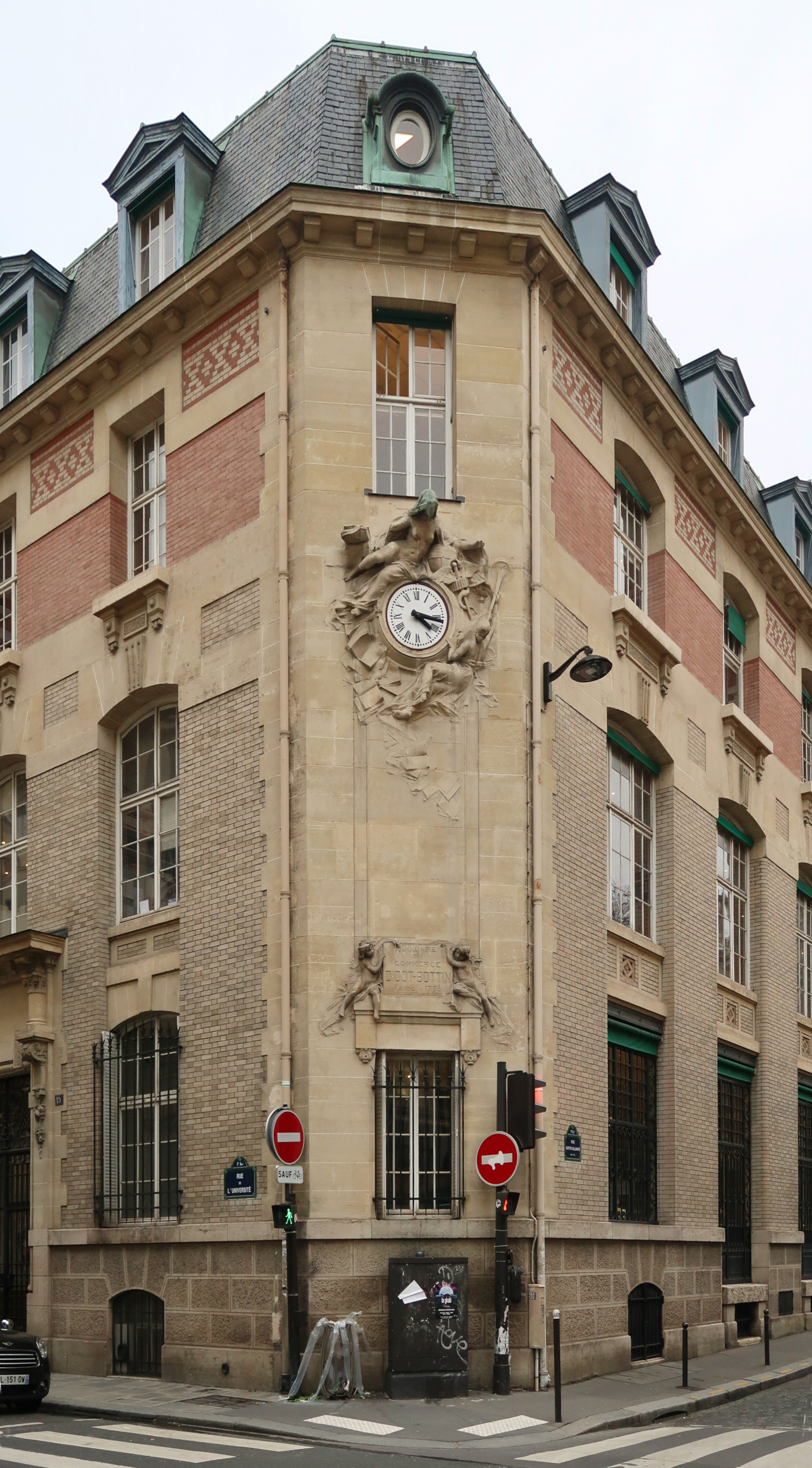
No 19 de la rue de l'Université, au croisement avec la rue Gaston-Gallimard, avec un bas-relief au nom de Didot-Bottin.